# Anna Michàjlovna Drubetskàja
La principessa Anna Michàjlovna Drubetskàja è uno dei personaggi del romanzo Guerra e pace di Lev Tolstoj. È determinata a ottenere per il suo unico figlio Boris Drubetskoy condizioni economiche e lavorative migliori. Per il trasferimento alla guardia imperiale chiede l'intercessione del principe Vasilij Kuragin. Amica della contessa Nataša Rostova, viene descritta come anziana, con il volto magro segnato da molti pianti, vedova, di voce mite e persuasiva, povera, suppure membro di uno dei migliori casati di Russia.